# 周婉峰
周婉峰（1979年11月17日—），广东南海人，中国女子曲棍球运动员。 她代表中国参加了2000年夏季奥运会、2004年夏季奥运会和2008年夏季奥运会女子曲棍球比赛，分别获得第5名、第4名和银牌。